# Krasni Dar
Krasni Dar (del ruso: Красный Дар) es un jútor del raión de Shcherbínovski del krai de Krasnodar, en Rusia. Está situado en la orilla derecha del río Yeya, junto a la frontera septentrional del krai (tras la que se halla el óblast de Rostov), 13 km al nordeste de Staroshcherbínovskaya y 182 km al norte de Krasnodar, la capital del krai. Tenía 162 habitantes en 2010.
Pertenece al municipio Yekaterínovskoye.